# Gran Premi de Txecoslovàquia de Motocròs 500cc
|  | Per a altres significats, vegeu «Gran Premi de Txecoslovàquia de Motocròs». |

El Gran Premi de Txecoslovàquia de Motocròs en la cilindrada de 500cc (en txec, Velká Cena ČSSR Motocross 500 ccm), abreujat GP de Txecoslovàquia de 500cc, fou una prova internacional de motocròs que es va celebrar anualment a l'antiga Txecoslovàquia entre el 1961 i el 1993, uns mesos després de la dissolució d'aquest estat (desembre de 1992). Consumada ja la separació, el Gran Premi es va reprendre amb dues noves denominacions: el 1994 s'estrenà el Gran Premi de d'Eslovàquia i el 1995, el de la República Txeca. El primer es va seguir convocant fins al 1999 i el de la República Txeca, fins al 2003, l'any del final d'aquest campionat (el 2004, la històrica categoria dels 500cc fou reconvertida a la ja desapareguda MX3).
En uns moments en què el motocròs gaudia de gran popularitat al país, el GP de Txecoslovàquia era un dels més multitudinaris dels que es disputaven als països del teló d'acer. Tot i que no arribava a les xifres d'espectadors de l'altre Gran Premi de Txecoslovàquia, el de 250cc, tampoc no es quedava enrere: a l'edició inicial, a Přerov, n'hi assistiren 50.000. Celebrat invariablement al mes de juny, l'esdeveniment anà canviant d'ubicació al llarg dels anys i la més habitual de totes fou la inicial, Přerov, amb un total de 8 edicions.

## Edicions
| Població                     | Regió           | Regió històrica | País       | Data usual | De   | A    | Edicions |
| ---------------------------- | --------------- | --------------- | ---------- | ---------- | ---- | ---- | -------- |
| Přerov                       | Olomouc         | Moràvia         | Txèquia    | Al juny    | 1961 | 1974 | 8        |
| Praga-Šárka                  | Praga           | Bohèmia         | Txèquia    | Al juny    | 1963 | 1963 | 1        |
| Sedlčany                     | Bohèmia Central | Bohèmia         | Txèquia    | Al juny    | 1965 | 1967 | 2        |
| Holice                       | Pardubice       | Bohèmia         | Txèquia    | Al juny    | 1970 | 1973 | 2        |
| Stříbro                      | Plzeň           | Bohèmia         | Txèquia    | Al juny    | 1971 | 1971 | 1        |
| Sverepec (Považská Bystrica) | Trenčín         | Trenčín         | Eslovàquia | Variable   | 1981 | 1993 | 3        |
| Total                        | 6               |                 |            |            |      |      | 17       |

## Palmarès
Font:
| Edició | Any  | Lloc                     | Data            | Guanyador          | Guanyador |
| ------ | ---- | ------------------------ | --------------- | ------------------ | --------- |
| I      | 1961 | Přerov                   | 3-4 de juny     | Bill Nilsson       | Husqvarna |
| II     | 1962 | Přerov                   | 23-24 de juny   | Gunnar Johansson   | Lito      |
| III    | 1963 | Praga-Šárka              | 22-23 de juny   | Rolf Tibblin       | Husqvarna |
| IV     | 1964 | Přerov                   | 27-28 de juny   | Rolf Tibblin       | Hedlund   |
| V      | 1965 | Sedlčany                 | 19-20 de juny   | Paul Friedrichs    | ČZ        |
| VI     | 1966 | Přerov                   | 18-19 de juny   | Paul Friedrichs    | ČZ        |
| VII    | 1967 | Sedlčany                 | 17-18 de juny   | Paul Friedrichs    | ČZ        |
| VIII   | 1968 | Přerov                   | 15-16 de juny   | Paul Friedrichs    | ČZ        |
| IX     | 1969 | Přerov                   | 14-15 de juny   | John Banks         | BSA       |
| X      | 1970 | Holice                   | 13-14 de juny   | Arne Kring         | Husqvarna |
| XI     | 1971 | Stříbro                  | 15-16 de juny   | Roger De Coster    | Suzuki    |
| XII    | 1972 | Přerov                   | 10-11 de juny   | Heikki Mikkola     | Husqvarna |
| XIII   | 1973 | Holice                   | 2-3 de juny     | Willy Bauer        | Maico     |
| XIV    | 1974 | Přerov                   | 8-9 de juny     | Roger De Coster    | Suzuki    |
|        |      | 1975-1980: No es disputà |                 |                    |           |
| XV     | 1981 | Sverepec                 | 25-26 de juliol | Jean-Jacques Bruno | Suzuki    |
|        |      | 1982-1992: No es disputà |                 |                    |           |
| XVI    | 1992 | Sverepec                 | 2-3 de maig     | Franco Rossi       | KTM       |
| XVII   | 1993 | Sverepec                 | 21-22 d'agost   | Jorgen Nilsson     | Honda     |

## Estadístiques

### Guanyadors múltiples
| Pilot           | Victòries |
| --------------- | --------- |
| Paul Friedrichs | 4         |
| Rolf Tibblin    | 2         |
| Roger De Coster | 2         |

### Victòries per país
| País       | Victòries |
| ---------- | --------- |
| Suècia     | 6         |
| RDA        | 4         |
| Bèlgica    | 2         |
| Regne Unit | 1         |
| RFA        | 1         |
| Finlàndia  | 1         |
| França     | 1         |
| Itàlia     | 1         |
| Total      | 17        |

### Victòries per marca
| Marca     | Victòries |
| --------- | --------- |
| Husqvarna | 4         |
| ČZ        | 4         |
| Suzuki    | 3         |
| Lito      | 1         |
| Hedlund   | 1         |
| BSA       | 1         |
| Maico     | 1         |
| KTM       | 1         |
| Honda     | 1         |
| Total     | 17        |